# Тврдошін
Тврдошін (словац. Tvrdošín, угор. Turdossin) — місто, громада, адміністративний центр округу Тврдошін, Жилінський край, центральна Словаччина. Кадастрова площа громади — 56,553 км². Населення — 9195 осіб (за оцінкою на 31 грудня 2017 р.).
Перша згадка 1111 року.

## Географія
Водойма — річки Орава; Бобровецький потік і Юраньов потік.

## Населення
| Рік:            | 1994. | 2004.   | 2014.   | 2024.   |
| --------------- | ----- | ------- | ------- | ------- |
| Кількість осіб: | 9427  | 9453    | 9311    | 8695    |
| Різниця:        |       | +0,27 % | -1,50 % | -6,61 % |

| Рік:            | 2023. | 2024.   |
| --------------- | ----- | ------- |
| Кількість осіб: | 8760  | 8695    |
| Різниця:        |       | -0,74 % |